# Ambrières
Ambrières település Franciaországban, Marne megyében. Lakosainak száma 212 fő (2022. január 1.). Ambrières Éclaron-Braucourt-Sainte-Livière, Hallignicourt, Laneuville-au-Pont, Sainte-Marie-du-Lac-Nuisement, Hauteville, Landricourt és Sapignicourt községekkel határos.

## Népesség
A település népességének változása:
| Lakosok száma | 123  | 169  | 227  | 236  | 217  | 225  | 226  | 218  | 214  | 212  |
|               | 1968 | 1982 | 1990 | 2006 | 2013 | 2015 | 2017 | 2019 | 2020 | 2022 |